# Mravenec obecný
Mravenec obecný (Lasius niger (Linné, 1758)) je v České republice nejhojnější, drobný, holarktický druh mravence.

## Popis
Mravenec obecný je drobný, hnědý až šedočerný, nelesklý mravenec.
Zadeček, holeně a násadce tykadel jsou porostlá odstávajícími štětinkami.
První článek tykadel je hruškovitě ztloustlý. Čelní štítek není zřetelně ohraničen.
Obvykle u dělnic chybí temenní očka. Mají mozek.

### Dělnice
Délka těla 2–5 mm jedná se o neplodné modifikace samičky bez křídel žijící až 7 let. Tvoří nejpočetnější kastu v mraveništi zajišťující chod celého mravenčího státu. Dělnice shánějí potravu, starají se o potomstvo a chrání hnízdo.

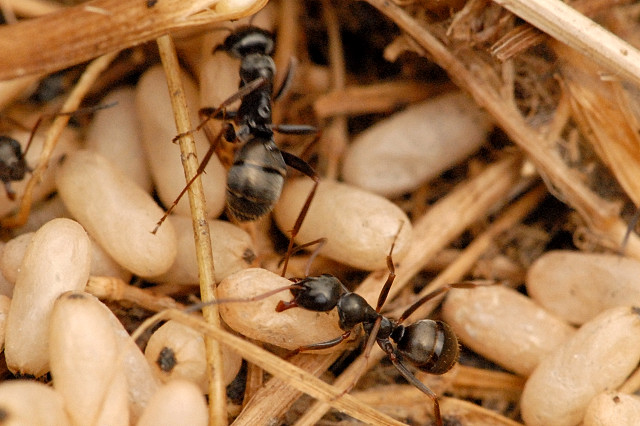
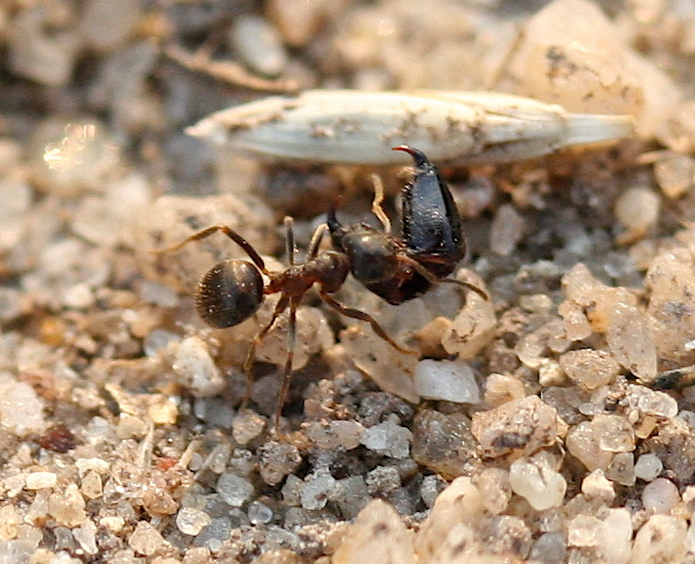
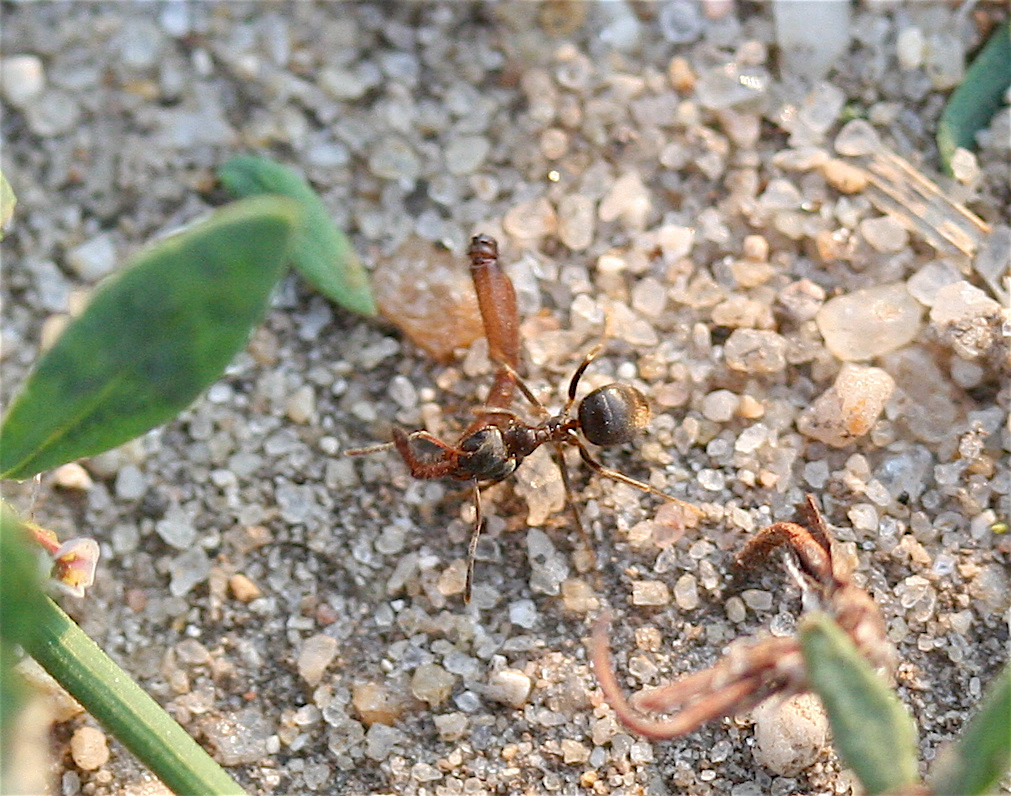
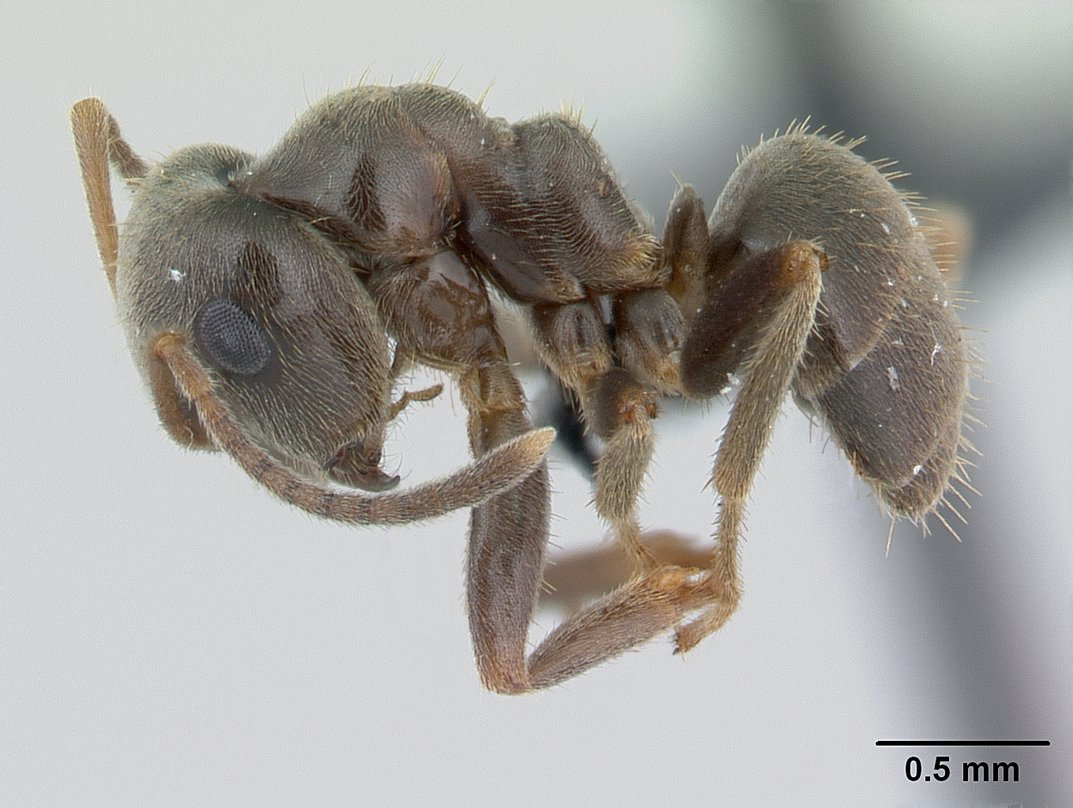
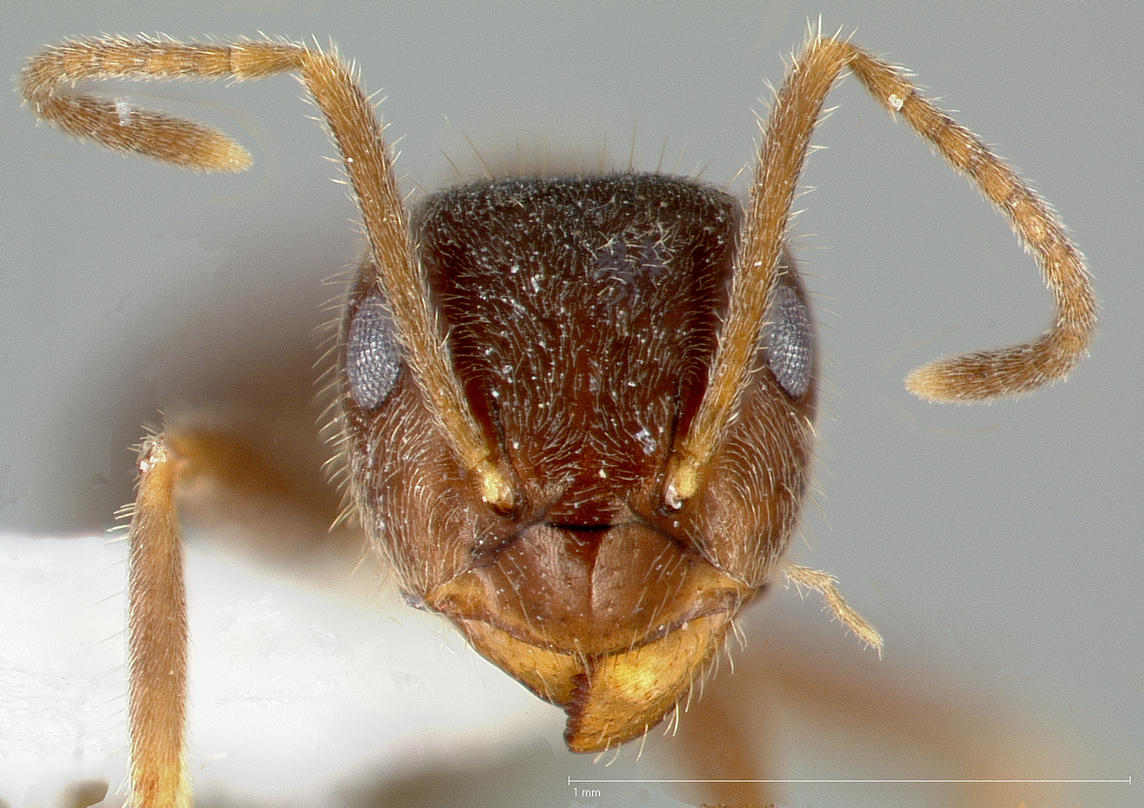

### Samička (Královna)
Pohlavní jedinec délky 7–10 mm s temenními očky.
Je krátkodobě okřídlená, po určité době si křídla ulomí, aby využila křídelní svalovinu pro získání energie na založení kolonie.
Obvykle žije až 15 let, rekordmankou se stala královna chovaná v laboratorním hnízdě (formikáriu), která se dožila 29 let a drží světový rekord v délce života v rámci celého hmyzu.

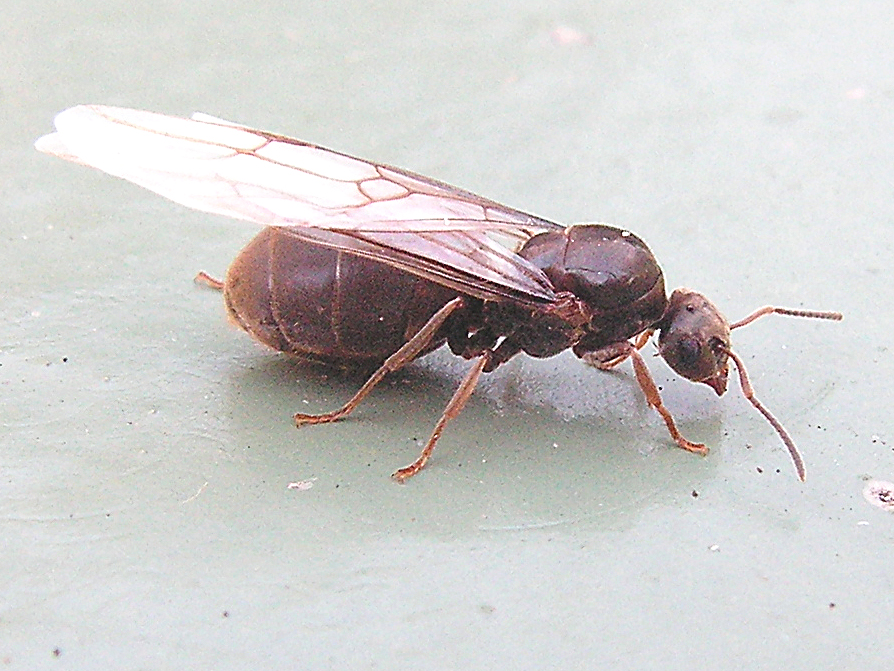
Samička s křídly
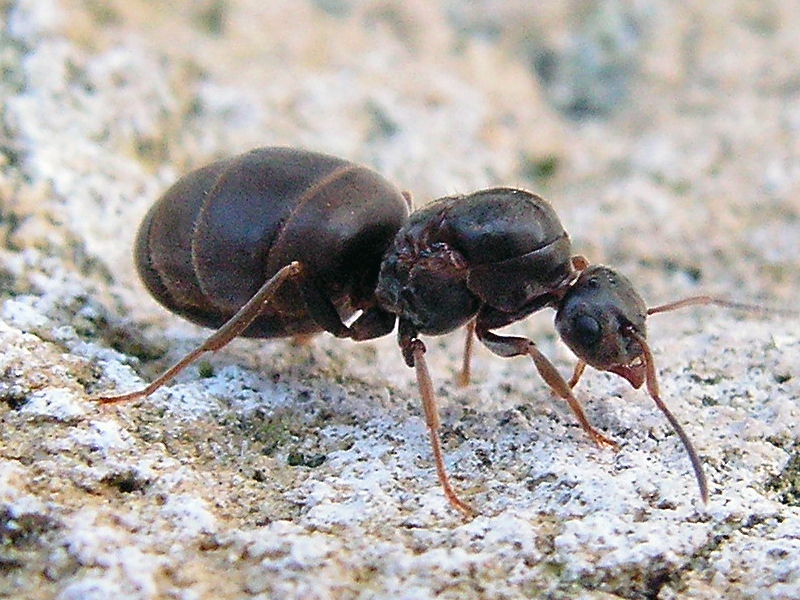
Samička bez křídel
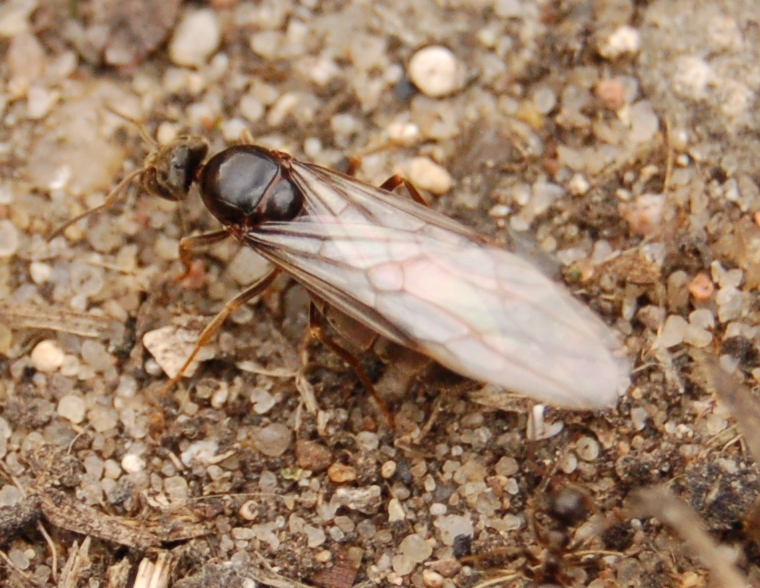
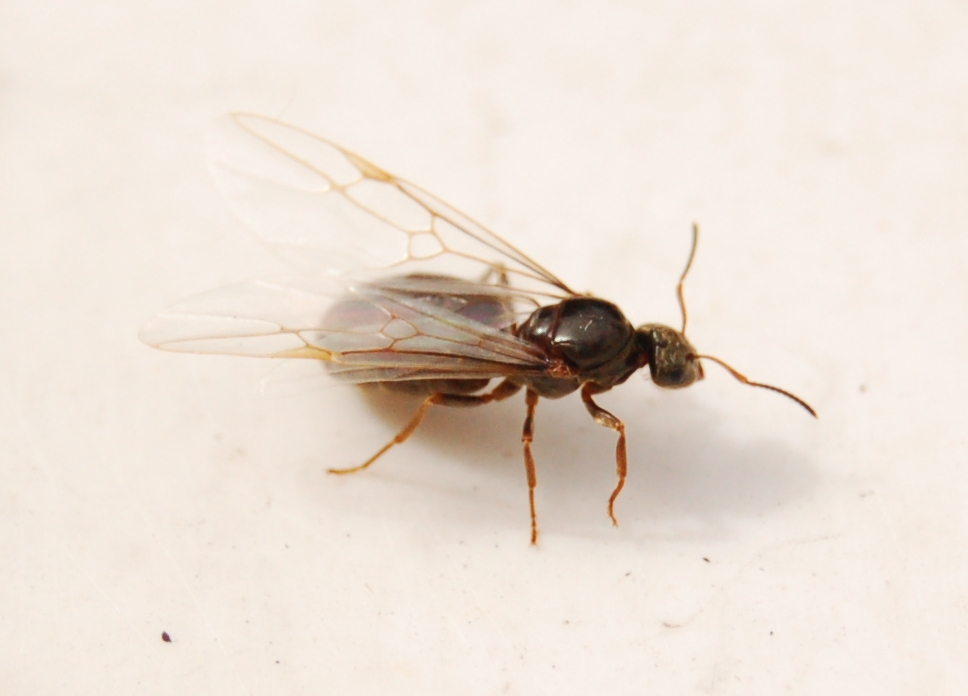

### Samec
Okřídlený pohlavní jedinec dorůstající délky 3,5–5 mm. Žije velice krátkou dobu, hned po páření „svatebním letu“ umírá.

## Výskyt
Hojně žijící druh. Rozšíření sahá od Evropy přes mírný pás Asie až do Severní Ameriky i severní Afriky.
U nás ho lze naleznout v horách i nížinách. Je běžným obyvatelem zahrad, měst a domácností.
Není náročný a dobře snáší suchá i vlhká místa bez ohledu na intenzitu slunečního záření.

## Hnízdo
Mraveniště bývá nejčastěji pod kamenem, v zemi nebo mrtvém dřevě.
Podzemní hnízdo je s povrchem spojeno otvůrky, obklopenými drobnými hliněnými valy.
Občas má mraveniště i nadzemní kupulovitou hliněnou nadstavbu navršenou kolem stébel trav.
Tato část je pevná, odolává větru i letním dešťům, ale zima nadstavbu ničí.

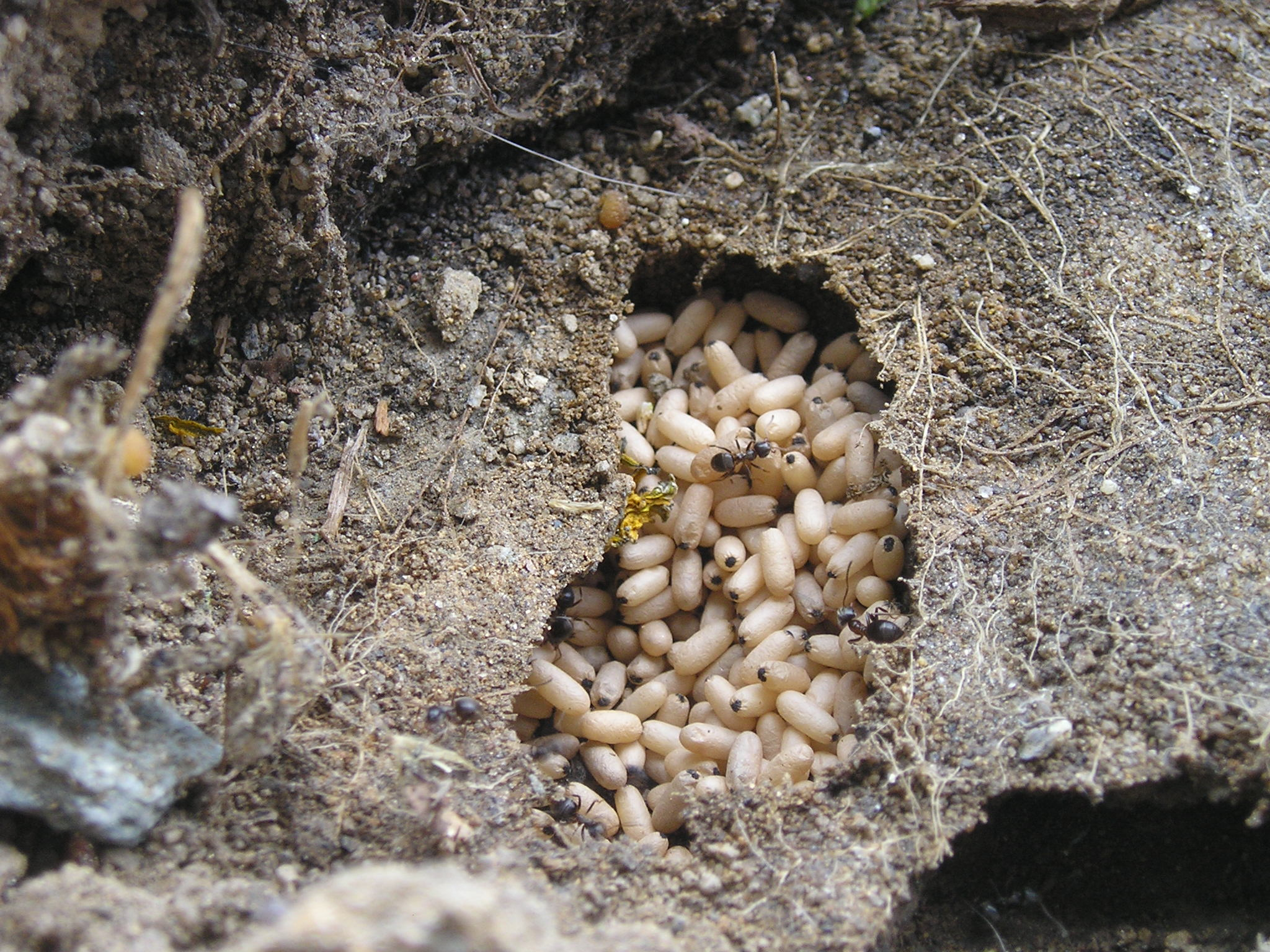
Mraveniště pod kamenem

## Založení kolonie a způsob života

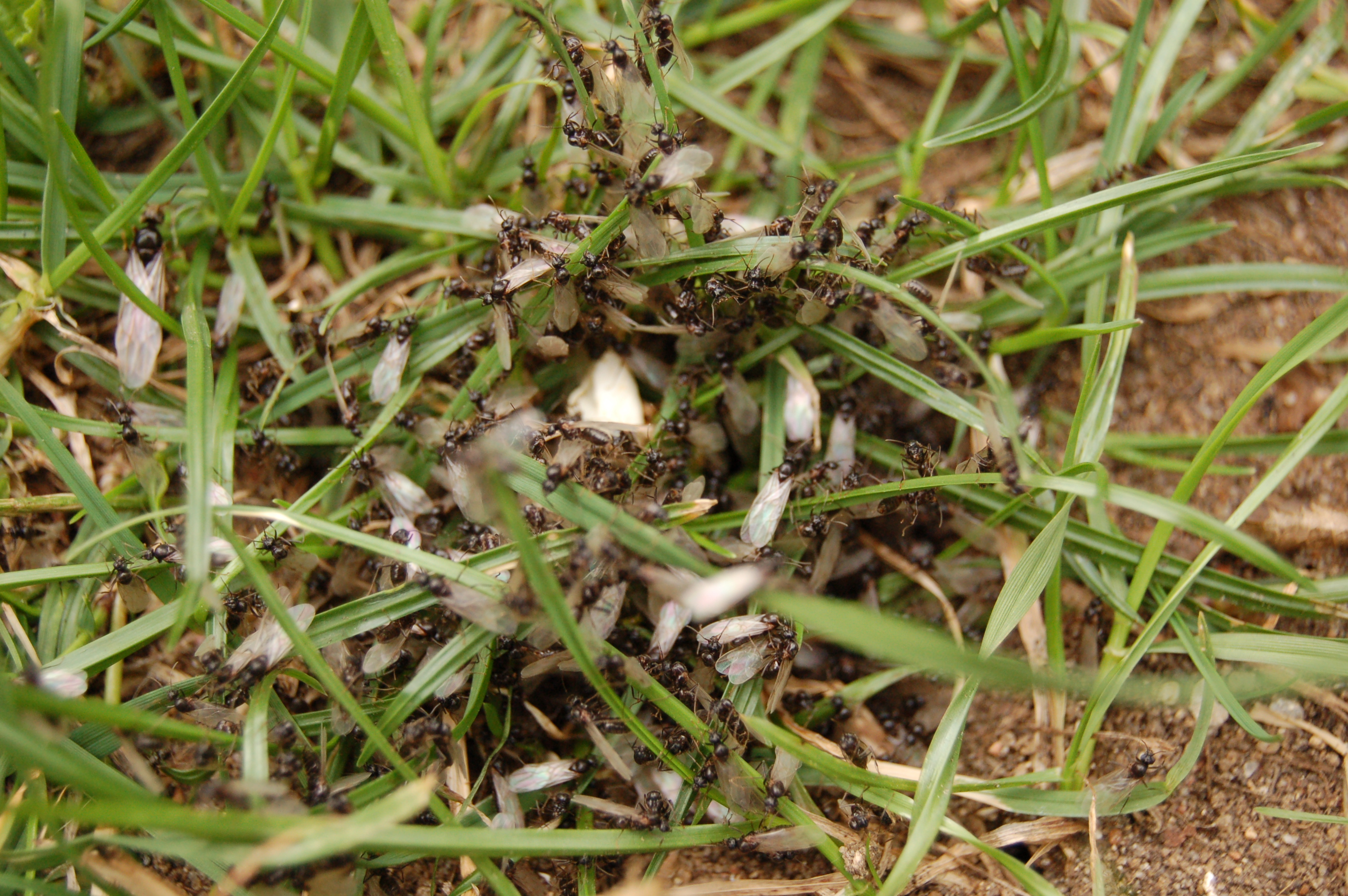
Rojení

V březnu královny kladou vajíčka, ze kterých se vylíhnou díky speciální potravě pohlavní jedinci (samci a samice).
Krátce po vylíhnutí nastává doba páření (od června do srpna).
Při kopulaci (která většinou probíhá z teplých a vlhkých dnů přibližně 20–30 °C a 2–5 dnů po dešti) samička získává sperma od více samců, které uschovává v semenné schránce a dle potřeby klade oplodněná nebo neoplodněná vajíčka po celý svůj život.
Z oplozených vajíček se líhnou dělnice nebo samičky a z neoplozených vajíček samci.
Velká část pohlavních jedinců se při „svatebním letu“ stává kořistí ptáků a dalších predátorů.
Oplodněná královna shodí křídla a snaží se založit novou kolonii. Mravenec obecný vytváří monogynní společenství, mraveniště obsahuje pouze jednu královnu.
Samička tohoto druhu zakládá sama novou kolonii nezávislým způsobem a zpočátku sebe a první potomstvo vyživuje pouze zásobními látkami svého těla.
V této době vůbec neopouští svou mateřskou komůrku. Vývoj dělnice trvá přibližně 50 dnů.
- Rojení

## Potrava
Všežravý druh, lovící hmyz, v domácnostech vyhledává sladkosti a velkou část potravy tvoří výměšky ze žláz mšic a červců, takzvané medovice.
V chovu se královna většinou ze začátku krmí takzvanou medovinou jedná se o roztok medu a vody v poměru 1:3. Lze jí použít jako doplněk potravy i v pozdější fázi chovu.

## Symbióza se mšicemi a drabčíky
Podrobnější informace naleznete v článku Symbiotické vztahy mravenců.
Mravenec obecný žije v symbióze se mšicemi a drabčíky. Vyhledává, stará se, chrání a rozšiřuje přibližně 15 druhů mšic. Na oplátku mšice poskytují mravencům velice výživnou medovici. Dokonce je přenášejí na nová místa a pro ochranu před predátory, staví na stromech a keřích částečně kryté tunely (mšičí pavilónky). Před mrazy je chrání hluboko v mraveništi.

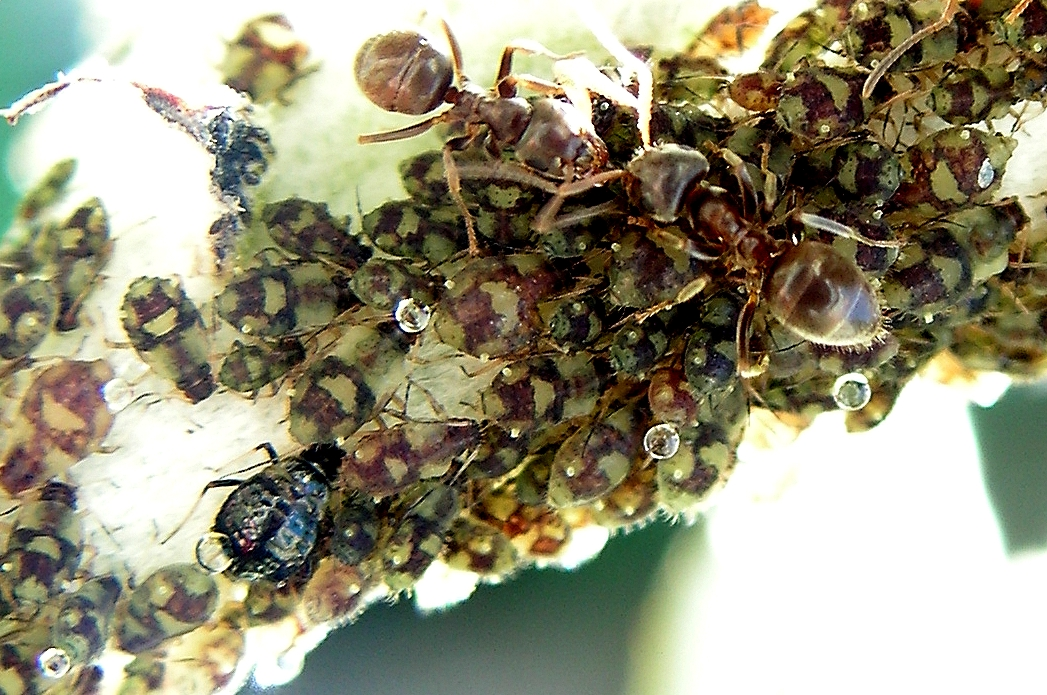
Dělnice a mšice
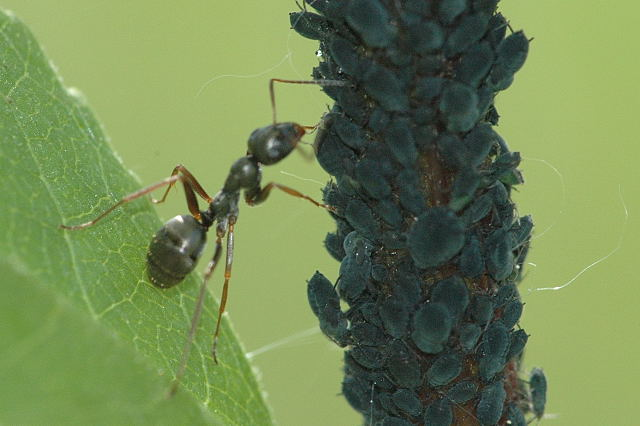

## Význam
Jelikož rozšiřuje mšice, je velmi neoblíbený u zahrádkářů.